# Hemidactylus stejnegeri
Hemidactylus stejnegeri este o specie de șopârle din genul Hemidactylus, familia Gekkonidae, descrisă de Hidetoshi Ota și Hikida 1989. Conform Catalogue of Life specia Hemidactylus stejnegeri nu are subspecii cunoscute.